# Lucylla (cesarzowa)
Lucylla, Annia Aurelia Galeria Lucilla (ur. 149 w Rzymie, zm. 183 na Capri) – druga córka Marka Aureliusza i Faustyny Młodszej.
Od 164, po zaślubinach w Efezie, małżonka cesarza rzymskiego Lucjusza Werusa, z którym miała córkę nieznanego imienia. Po jego śmierci poślubiła w 169 wysokiego dowódcę, Tytusa Klaudiusza Pompejanusa, z którym miała syna – Tyberiusza Klaudiusza Pompejanusa Kwintianusa, zwanego Pompejanusem, późniejszego senatora. W 182 została przez brata (cesarza Kommodusa) pod zarzutem udziału w spisku zesłana na wyspę Capri (Capreae), a następnie tam z jego rozkazu zamordowana.

## Wywód przodków
| 4. Marcus Annius Verus |  |                     |  |  |            |
|                        |  | 2. Marek Aureliusz  |  |  |            |
| 5. Domitia Lucilla     |  |                     |  |  |            |
|                        |  |                     |  |  | 1. Lucilla |
| 6. Antonin Pius        |  |                     |  |  |            |
|                        |  | 3. Faustyna Młodsza |  |  |            |
| 7. Faustyna Starsza    |  |                     |  |  |            |
|                        |  |                     |  |  |            |

## We współczesnej kulturze masowej
- Postać Lucylli pojawiła się w filmach Upadek Cesarstwa Rzymskiego (rola Sophii Loren) i Gladiator (rola Connie Nielsen), w obydwu fabułach jej losy nie przystają jednak do historycznej rzeczywistości.